# Crassula venezuelensis
Crassula venezuelensis là một loài thực vật có hoa trong họ Crassulaceae. Loài này được (Steyerm.) M.Bywater & Wickens miêu tả khoa học đầu tiên năm 1984.